# Telegatto
Der Telegatto (zu Deutsch: Telekatze) war ein italienischer Fernsehpreis, der von 1971 bis 2008 vergeben wurde. Die Auszeichnung, die auch unter dem Namen Gran Premio internazionale dello Spettacolo bekannt ist, wurde von der Zeitschrift TV Sorrisi e Canzoni vergeben und vom Fernsehsender Canale 5 ausgestrahlt. Die Figur ist an einen Cartoon aus der Super Classifica Show aus den 1980er- und 1990er-Jahren angelehnt.

## Kategorien
In folgenden Hauptkategorien wurde seit 2006 die Auszeichnung vergeben:
Fernsehen
- Sendung des Jahres
- Person des Jahres
- Bester Fernsehfilm
- Beste Informationssendung

Kino
- Bester italienischer Film
- Bester Darsteller/Darstellerin

Musik
- Bester Sänger/Sängerin
- Bestes Album
- Beste Tournée

Sport
- Sportler des Jahres